# Preseľany
Preseľany (Hongaars: Nyitrapereszlény) is een Slowaakse gemeente in de regio Nitra, en maakt deel uit van het district Topoľčany.
Preseľany telt 1.487 inwoners.